# ایستگاه اسپرلینگ–برنابی لیک
ایستگاه اسپرلینگ–برنابی لیک (انگلیسی: Sperling–Burnaby Lake station) یک ایستگاه مرتفع در خط میلنیوم سیستم ترانزیت سریع مترو ونکوور اسکای‌ترین (ونکوور) است. این ایستگاه در گوشه جنوب شرقی تقاطع در خیابان اسپرلینگ و بزرگراه لوهید در برنابی، بریتیش کلمبیا، کانادا واقع شده‌است. پارک منطقه‌ای دریاچه برنابی در نزدیکی آن قرار دارد که نام ایستگاه تا حدی از آن گرفته شده‌است.